# Блондель, Энтони
Энтони Мигель Блондель Блондель (исп. Anthony Miguel Blondell Blondell; 17 мая 1994, Кумана, Венесуэла) — венесуэльский футболист, нападающий.
В 2017 году сыграл один матч за сборную Венесуэлы.

## Клубная карьера
Блондель начал профессиональную карьеру в клубе «Яракуянос». 11 августа 2012 года в матче против «Монагас» он дебютировал в венесуэльской Примере. 10 февраля 2013 года в матче против «Депортиво Ла-Гуайра» Энтони забил свой первый гол за «Яракуянос». Летом 2014 года Блондель перешёл в «Самору». 17 августа 2014 года в матче против «Эстудиантес де Мерида» он дебютировал за новую команду. 23 ноября в поединке против «Льянерос» Энтони забил свой первый гол за «Самору». В 2015 году он помог клубу выиграть чемпионат, а через год повторил успех.
В начале 2017 года Блондель присоединился к «Монагас». 25 февраля в матче против «Минерос Гуаяна» он дебютировал за новую команду. 5 марта в поединке против «Португесы» Энтони забил свой первый гол за «Монагас». В своём дебютном сезоне он в третий раз стал чемпионом страны и лучшим бомбардиром чемпионата.
30 ноября 2017 года Блондель подписал контракт с клубом MLS «Ванкувер Уайткэпс». За «сине-белых» он дебютировал 4 марта 2018 года в матче стартового тура сезона против другого канадского клуба «Монреаль Импакт». 27 апреля в матче против «Реал Солт-Лейк» он забил свой первый гол за «Кэпс».
28 января 2019 года Блондель был отдан в аренду клубу чилийской Примеры «Уачипато» сроком на один год с опцией выкупа. 17 октября «Ванкувер Уайткэпс» объявил о выкупе нападающего чилийским клубом.
В июле 2020 года Блондель отправился в аренду в клуб Второй лиги Португалии «Арока» сроком на один год с возможностью выкупа.

## Международная карьера
13 ноября 2017 года в товарищеском матче против сборной Ирана Блондель дебютировал за сборную Венесуэлы.

## Достижения
Командные
 «Самора»
- Чемпион Венесуэлы: 2015, 2016

 «Монагас»
- Чемпион Венесуэлы: 2017

Индивидуальные
- Лучший бомбардир чемпионата Венесуэлы: 2017 (24 мяча)